# أبافنجين
أبافنجين (بالإنجليزية: Abafungin)‏  ويعرف بالأسم التجاري اباسول (بالإنجليزية: Abasol)‏ هو دواء يستخذم لعلاج الفطريات جلدية.

## آلية التأثير
- مثل الإيميدازول ومضادات الفطريات من زمرة الترايازول.[2]
- بالإضافة إلى ذلك، يثبط انزيم 24-C-ميثيل ترانسفيراز، مما يؤدي إلى تعديل في تركيب الغشاء الفطري.[3]
- لديه نشاط مضاد حيوي ضد البكتيريا إيجابية الغرام، وكذلك نشاط مبيد للأبواغ.[4]